# Баллидафф (Керри)
Баллидафф (англ. Ballyduff; ирл. An Baile Dubh) — деревня в Ирландии, находится в графстве Керри (провинция Манстер).

## Демография
Население — 578 человек (по переписи 2006 года). В 2002 году население составляло 614 человек. 
Данные переписи 2006 года:
| Общие демографические показатели |               |                               |                               |      |      |
| Всё население                    | Всё население | Изменения населения 2002—2006 | Изменения населения 2002—2006 | 2006 | 2006 |
| 2002                             | 2006          | чел.                          | %                             | муж. | жен. |
| 614                              | 578           | -36                           | -5,9                          | 294  | 284  |